# Martie 2002
Acest articol este generat integral pe baza informațiilor din articolul 2002 și este actualizat periodic de un robot.
 Editările făcute în articol vor fi șterse la următoarea actualizare! Dacă doriți să faceți modificări, editați articolul-sursă.

ianuarie -
februarie -
martie -
aprilie -
mai -
iunie -
iulie -
august -
septembrie -
octombrie -
noiembrie -
decembrie
Martie 2002 a fost a treia lună a anului și a început într-o zi de vineri.

## Evenimente
- 18 martie: A început recensământul din România.

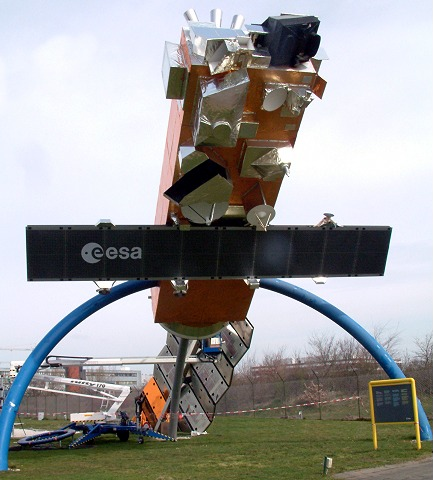
Envisat - satelitul care veghea schimbarile climatice.

## Nașteri
- 3 martie: Lorenzo Musetti, jucător de tenis italian
- 8 martie: Denisa Golgotă, sportivă română (gimnastică artistică)
- 9 martie: Ionuț Mitran, jucător profesionist român de fotbal
- 10 martie: Evhen Malîșev, soldat și biatlonist ucrainean (d. 2022)
- 15 martie: Andrei Istrate, fotbalist român

## Decese

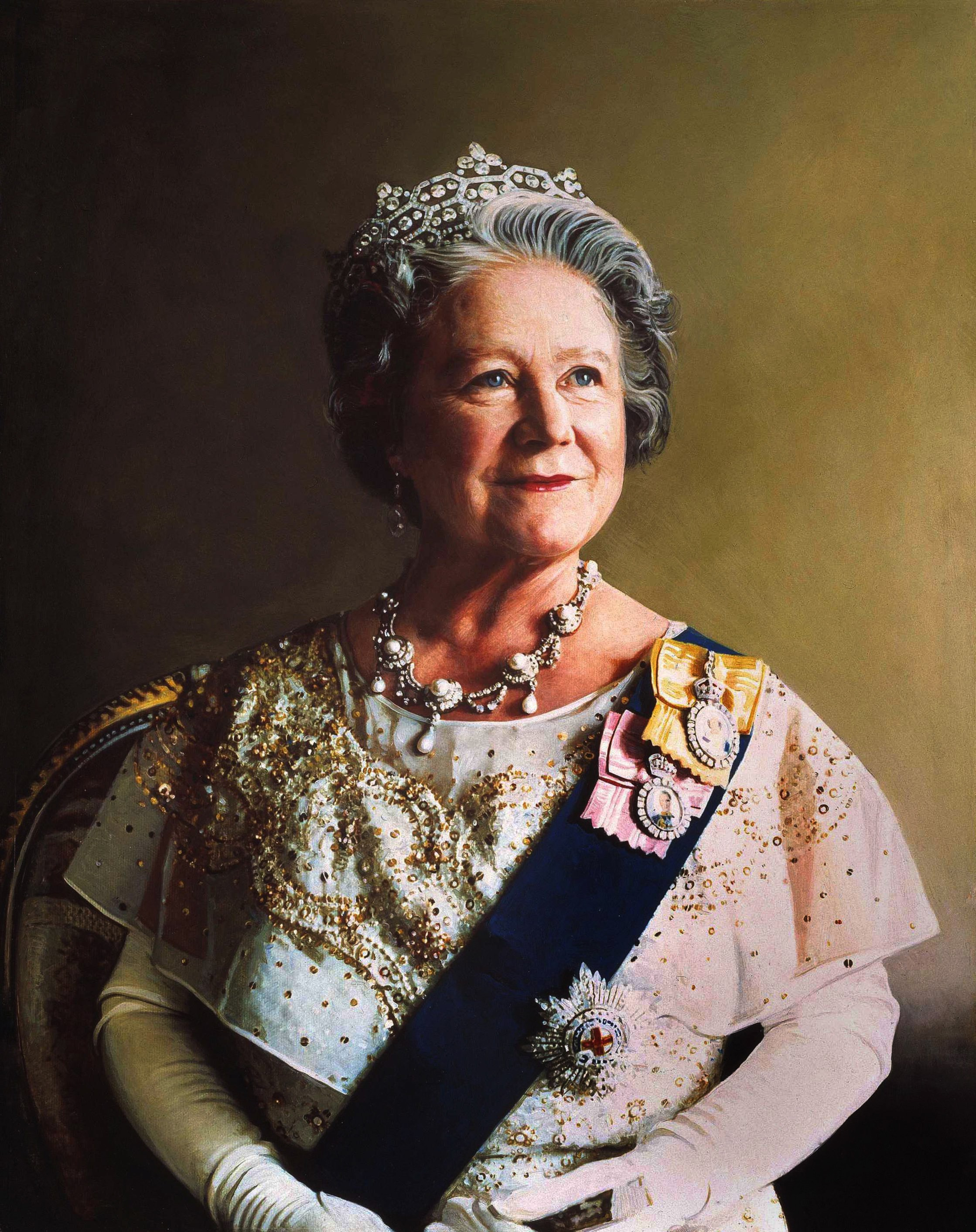
Elizabeth Bowes-Lyon

- 2 martie: Cozma Lostun, 70 ani, episcop român (n. 1931)
- 5 martie: Tamara Dobrin, 77 ani, comunistă română (n. 1925)
- 7 martie: Alexandru Balaci, 86 ani, critic și istoric literar român (n. 1916)
- 8 martie: Dan Marțian, 66 ani, deputat român (1990-1992), (n. 1935)
- 9 martie: Leonard Gershe, scriitor american (n. 1922)
- 10 martie: Massimo Morsello, 42 ani, poet, muzician, militant naționalist italian (n. 1958)
- 10 martie: Howard Thompson, 82 ani, jurnalist și critic de film american (n. 1919)
- 10 martie: Ilie Udilă, 71 ani, acordeonist român (n. 1930)
- 11 martie: James Tobin, 84 ani, economist american (n. 1918)
- 12 martie: Gheorghe Iliescu-Călinești, 69 ani, sculptor român (n. 1932 )
- 13 martie: Hans-Georg Gadamer, 102 ani, filosof german (n. 1900)
- 13 martie: Bayliss Levrett, 88 ani, pilot american de Formula 1 (n. 1914)
- 14 martie: Iohan-Peter Babiaș (n. Jan Piotr Babiasz), 49 ani, politician român de etnie poloneză (n. 1952)
- 14 martie: Cherry Wilder (n. Cherry Barbara Grimm), 71 ani, scriitoare neozeelandeză (n. 1930)
- 18 martie: R. A. Lafferty (Raphael Aloysius Lafferty), 87 ani, scriitor american de literatură SF (n. 1914)
- 20 martie: George Macovescu, 81 ani, comunist român (n. 1913)
- 23 martie: Enzo Barboni, 79 ani, director de imagine și regizor italian (n. 1922)
- 24 martie: César Milstein, 74 ani, om de știință argentinian de etnie evreiască, laureat al Premiului Nobel (1984), (n. 1927)
- 24 martie: Bob Said, 69 ani, pilot american de Formula 1 (n. 1932)
- 26 martie: Dumitru Corbea (n. Dumitru Cobzaru), 91 ani, poet român (n.1910)
- 27 martie: Milton Berle (n. Milton Berlinger), 93 ani, actor american de film de etnie evreiască (n. 1908)
- 27 martie: Dudley Moore (Dudley Stuart John Moore), 66 ani, actor britanic (n. 1935)
- 27 martie: Billy Wilder (n. Samuel Wilder), 95 ani, regizor american (n. 1906)
- 30 martie: Regina mamă Elizabeth Marii Britanii (n. Elizabeth Angela Marguerite Bowes-Lyon), 101 ani, (n. 1900)